# Лулу и Бриггс
«Лулу и Бриггс» (англ. Dog, дословный перевод — Собака) — американский комедийный драматический фильм режиссёров Ченнинга Татума и Рида Кэролина (их полнометражный режиссёрский дебют). Главные роли исполнили Ченинг Татум, Джейн Адамс, Кевин Нэш, К’орианка Килчер, Итан Сапли, Эмми Рейвер-Лэмпман и Николь Лалиберт. В картине рассказывается история военного рейнджера, которому необходимо доставить собаку своего погибшего военачальника на его похороны.
Премьера фильма в США состоялась 18 февраля 2022 года. Фильм получил положительные отзывы от критиков и собрал $ 77.7 млн в мировом прокате при бюджете в $ 15 млн.

## Сюжет
Армейский рейнджер Бриггс и его спутница, собака по кличке Лулу, путешествуют по Тихоокеанскому побережью. Им необходимо успеть на похороны своего лучшего друга и дрессировщика.

## В ролях
- Ченнинг Татум — Джексон Бриггс
- Джейн Адамс — Тамара
- Кевин Нэш — Гас
- К’орианка Килчер — Ники
- Итан Сапли — Ноа
- Эмми Рейвер-Лэмпман — Белла
- Николь Лалиберт — Зои
- Люк Форбс — Джонс
- Ронни Джин Блевинс — Кит
- Акуила Золл — Каллан
- Билл Бёрр — офицер полиции

## Производство
5 ноября 2019 года Ченнинг Татум и Рид Кэролин объявили о намерении дебютировать в качестве режиссёров и поставить фильм по сценарию Кэролина и Бретта Родригеса. Татум и Кэролин также являются продюсерами наряду с Питером Кирнаном и Грегори Джейкобсом посредством продюсерской компании Free Association. 2 марта 2020 года компания Metro-Goldwyn-Mayer приобрела права на дистрибуцию фильма в Северной Америке.
Помимо работы над фильмом в качестве режиссёра, Татум также сыграл главную роль. В декабре 2020 года к актёрскому составу присоединилась К’орианка Килчер.
Съёмки фильма начались в середине 2020 года и прошли в Лос-Анджелесе во время пандемии COVID-19.

## Выпуск
Премьера фильма в США состоялась 18 февраля 2022 года, в России — 23 февраля 2022 года.